# HD 76143
HD 76143，又名CP-66 927，SAO 250347、HR 3537，是一颗恒星，视星等为5.35，位于銀經282.28，銀緯-14.18，其B1900.0坐标为赤經8h 49m 13.8s，赤緯-66° -14.18′ 11″。